# Peter Straub
Peter Francis Straub (Milwaukee, 2 de março de 1943 – 4 de setembro de 2022) foi um escritor norte-americano. É mais conhecido por escrever livros do gênero horror, mas também tem trabalhos de ficção e poesia.

## Obras
- 1971: My Life In Pictures (poemas)
- 1972: Ishmael (poemas)
- 1972: Open Air (poemas)
- 1973: Marriages
- 1976: Julia - Mau-Olhado: A Tragédia Rondava a Casa de Júlia
- 1976: If You Could See Me Now
- 1979: Ghost Story-Os Mortos-Vivos
- 1980: Shadowland
- 1982: The General's Wife
- 1983: Floating Dragon
- 1983: Leeson Park and Belsize Square: Poems 1970 - 1975 (poemas)
- 1984: The Talisman (com Stephen King) - O Talismã
- 1984: Wild Animals
- 1985: Under Venus
- 1988: Koko - Koko
- 1990: Mystery - Mistério: Os Crimes da Rosa Azul
- 1990: Houses Without Doors
- 1990: A Short Guide To The City
- 1990: Mrs. God
- 1993: The Throat
- 1995: The Hellfire Club - O Clube do Fogo do Inferno
- 1999: Mr. X - [Mr. X]
- 2000: Magic Terror
- 2001: Black House (com Stephen King) - Casa Negra
- 2003: Lost Boy, Lost Girl
- 2004: In the Night Room
- 2006: Sides (coletânea de ensaios de não-ficção)
- 2007: 5 Stories
- 2008: Poe’s Children Anthology
- 2009: The Skylark (a ser publicada em 2009)
- 2010: A Special Place (Um lugar Especial)
- 2016:  A Dark Matter (Um Passado Sombrio)

## Morte
O autor morreu em 4 de setembro de 2022, após longo tempo de enfermidade.